# Cyclodes cyclopis
Cyclodes cyclopis är en fjärilsart som beskrevs av Jacob Hübner 1825. Cyclodes cyclopis ingår i släktet Cyclodes och familjen nattflyn. Inga underarter finns listade i Catalogue of Life.